# Kiskérődzők pestise
A kiskérődzők pestise vírus okozta, elsősorban a kecskéket és juhokat megtámadó erősen fertőző halálos betegség. Tevék és vadon élő kistermetű kérődzők is elkaphatják. A betegség Észak-, Közép-, Nyugat- és Kelet-Afrikában, a Közel-Keleten és Dél-Ázsiában van jelen. 2018 júliusában Európában is megjelent, Bulgáriában, a török határ közelében.
Okozója a kiskérődzők morbillivírusa, a keleti marhavész, a kanyaró és a szopornyica vírusainak rokona. Nagyon erősen fertőző és járvány idején az akut esetei 80-100 százalékos halálozási arányhoz vezethetnek. Az embert ez a vírus nem fertőzi meg.
A betegséget először 1942-ben írták le Elefántcsontparton. Máig több, mint hetven országra terjedt át, sok másik veszélyeztetett, és ezeken a területeken él a világ kecske és juh populációjának négyötöde.=
2017-ben jelentések születtek arról, hogy a betegség Mongóliában megfertőzte a tatárantilopokat, katasztrofális mértékű elhullást előidézve e veszélyeztetett faj populációjában. 2016-2017 telén a tízezres populáció negyven százaléka elpusztult Mongólia nyugati részében.

## Egyéb nevei
Más ismert nevei: peste des petits ruminants (rövidítve PPR), kecskepestis, Kata, vagy sztomatitisz-pneumoenteritisz szindróma. angol ovine rinderpest neve birkavésznek fordítható.

## Tünetei
Tünetei hasonlóak a keleti marhavész szimptómáihoz:  szövetelhalás a pofán, gennyes orr- és szemváladék, köhögés, tüdőgyulladás, hasmenés. A birka immunstátuszától függően - újonnan, vagy régóta megfertőzött területről van-e szó - erősen eltérhetnek egymástól a tünetek. A birka fajtája is erősen befolyásolja őket. A hasmenéssel vagy a pofa irritációjával párosuló láz már elegendő indok, hogy felmerüljön a PPR gyanuja. Lappangási ideje 2-6 nap.

### Hiperakut esetek
Vannak hiperakut esetek, amikor az állat előjelek nélkül elpusztul. Az orrból testfolyadék, habos vagy vérző váladék szivárog.